# Фридрихув (Лодзинське воєводство)
Фридрихув (пол. Frydrychów) — село в Польщі, у гміні Єжув Бжезінського повіту Лодзинського воєводства.
Населення — 14 осіб (2011).
У 1975-1998 роках село належало до Скерневицького воєводства.

## Демографія
Демографічна структура станом на 31 березня 2011 року:
|          | Загалом | Допрацездатний вік | Працездатний вік | Постпрацездатний вік |
| -------- | ------- | ------------------ | ---------------- | -------------------- |
| Чоловіки | 7       | 0                  | 6                | 1                    |
| Жінки    | 7       | 1                  | 3                | 3                    |
| Разом    | 14      | 1                  | 9                | 4                    |